# Köznévi utótag nélküli földrajzi nevek listája
A földrajzi nevek (AkH. 12. 172–183.) jelentős része magában foglal egy olyan földrajzi köznevet, amely megadja, melyik típusról van szó (tó, folyó, hegység, sziget stb.), például Velencei-tó, Szabadság-hegy, Csepel-sziget, l. a kötőjel szócikkben.
Az alábbi listában olyan földrajzi nevek szerepelnek, amelyek önállóan jelölik a földrajzi fogalmat, azaz nem tartalmaznak ilyen földrajzi köznevet. Magyarázó jelleggel ezek mellé is ki lehet tenni a megfelelő közszót, de csak kötőjel nélkül, különírva (l. AkH.12 182., OH. 204.). Egyik leggyakoribb hiba ennek kapcsán a Fertő tó kötőjeles írása, noha a tó neve valójában nem tartalmazza a „tó” szót, tehát csak értelmezésként tehetjük ki mellé, különírva.

## A listában fel nem sorolt névtípusok
Az alábbi listában nem szerepelnek
- a városnevek, például Gyöngyös vagy Gyöngyös város stb. (DE: Dunaújváros, Tiszaújváros egybeírva)
- az ország- és államnevek
- a tájegységek, országrészek neve
- a földrésznevek (pl. Amerika vagy Amerika kontinens)

## Magyar vonatkozású helyek

### Hegyek, hegységek
- Mátra vagy Mátra hegység, valamint Kékes, ugyanígy Börzsöny, Cserhát, Mecsek, Bakony, Pilis, Gerecse, Hargita

(DE: Zempléni-hegység, Budai-hegység stb.)

### Folyók, patakok, csatornák
- Duna vagy Duna folyam, ugyanígy Tisza, Békás, Dráva, Ipoly, Körösök, Lajta, Maros, Rába, Sajó, Zala
- Sió vagy Sió csatorna

(DE: Nagy-csatorna, Duna–Tisza-csatorna stb.)

### Tavak
- Balaton vagy Balaton tó
- Fertő vagy Fertő tó

(DE: Velencei-tó stb.)

## Nem magyar vonatkozású helyek

### Hegyek, hegységek
- Alpok vagy Alpok hegység, ugyanígy Atlasz, Ardennek, Altaj, Andok, Harz, Himalája, Kaukázus, Pireneusok, Urál stb.

(DE: Pennine-hegység, Sziklás-hegység stb.)

### Folyók, patakok, csatornák
- Amazonas vagy Amazonas folyó, ugyanígy: Amur, Nyugati-Bug, Déli-Bug, Dnyeper, Dnyeszter, Donyec, Ebro, Elba, Hudson, Inn, Irtis, Kongó, Mississippi, Nílus, Ob, Pó, Rajna, Temze, Urál stb.
- La Manche vagy La Manche csatorna

(DE: Panama-csatorna, Szuezi-csatorna stb.)

### Szigetek, félszigetek
- Krím vagy Krím félsziget, ugyanígy Kamcsatka, Labrador, Peloponnészosz
- Feröer vagy Feröer szigetek
- Korzika vagy Korzika sziget, ugyanígy Capri, Szalamisz

### Egyéb
- Szahara vagy Szahara sivatag, ugyanígy: Góbi, Kalahári, Kara-kum, Kizil-kum
- Marmaray vagy Marmaray alagút